# Frederik Valach
Frederik Valach (* 11. března 1999 Zlaté Moravce) je slovenský fotbalový brankář a mládežnický reprezentant, od července 2018 hráč mužstva FC Petržalka.

## Klubová kariéra
Svoji fotbalovou kariéru začal ve Slovanu Levice, odkud v průběhu mládeže zamířil nejprve do klubu FK Senica a následně se stal posilou Slovanu Bratislava.

### ŠK Slovan Bratislava
V průběhu ročníku 2015/16 se propracoval do seniorské kategorie, kde si odbyl debut v rezervě neboli juniorce tehdy hrající druhou slovenskou ligu - skupinu západ. V červnu 2016 uzavřel s týmem stejně jako Samuel Šefčík, Juraj Kotula, Dominik Greif, Patrik Pinte, Denis Potoma a Adam Laczkó profesionální kontrakt. V létě 2017 si jej tehdejší trenéři vytahli do A-týmu a Valach doplnil brankářskou dvojici Dominik Greif - Tomáš Rybár. Svůj soutěžní debut v dresu "áčka" absolvoval ve druhém kole domácího poháru hraného 8. srpna 2017 v souboji s v té době třetiligovým celkem FKM Nové Zámky, odchytal celý zápas. Slovan porazil soupeře na jeho půdě v poměru 2:0 a postoupil do 3. kola. Na jaře 2018 se podílel se Slovanem na obhajobě zisku slovenského poháru z předešlého ročníku 2016/17, i když ve finále hraném 1. května 2018 v Trnavě proti mužstvu MFK Ružomberok (výhra 3:1) nenastoupil. V létě 2018 mu v klubu skončila smlouva a odešel.

### FC Petržalka
V červnu 2018 odešel do týmu FC Petržalka, tehdejšího nováčka druhé slovenské nejvyšší soutěže.

## Reperezntační kariéra
Frederik Valach působil ve slovenských reprezentačních výběrech do 15, 16, 17 a 18 let. V současnosti reprezentuje kategorie U19 a U20.